# Pegi Young
Pour les articles homonymes, voir Young.
Margaret Mary Morton,, connue sous le nom de Pegi Young, née le 1er décembre 1952 à San Mateo en Californie et morte le 1er janvier 2019 à Mountain View en Californie,, était une chanteuse américaine folk rock.

## Biographie
Pegi Morton rencontre le musicien Neil Young en décembre 1974, alors qu'elle travaille en tant que serveuse au Bella Vista à Woodside, et chez Alex's, des cafés-restaurants où Neil prend régulièrement ses repas. Ils se marient en 1978. De nombreuses chansons de Neil Young évoquent Pegi, on la voit apparaître notamment dans les vidéo-clips de Unknown Legend et Harvest Moon.
En novembre 1978, elle donne le jour à leur premier enfant, Ben Young, atteint d'infirmité motrice cérébrale sévère. Neil et Pegi développent alors des méthodes de stimulation et de communication assistée par informatique pour leur fils Ben.
Forte de cette expérience, Pegi fonde en 1986, l'institut d'éducation spécialisée "The Bridge School " qui s'occupe des jeunes handicapés de la baie de San Francisco. Pegi Young fait partie du conseil d'administration depuis sa création, et occupe le poste de directrice exécutive pendant 7 ans. Elle organise également, avec son époux, les concerts annuels du Bridge School Benefit, destinés à recueillir des fonds pour l'institution.
En 1984 naît leur fille, Amber Jean Young.
Neil et Pegi Young divorcent en juillet 2014, après 36 ans de mariage. Pegi conserve le domicile familial : le ranch que Neil avait acheté à La Honda en 1970, avant leur rencontre. Ce ranch comportait les studios où Neil Young enregistrait ses albums, mais il est aussi, et surtout, aménagé pour les besoins spécifiques de leur fils Ben, 35 ans, tétraplégique.
À la suite de ce divorce, Neil Young vend aux enchères une partie de son matériel d'enregistrement, certains instruments de musique, la collection de voitures anciennes, et les trains miniatures qu'il conservait dans le ranch, au profit de la Bridge School en 2017. Les concerts caritatifs annuels pour financer la Bridge School prennent fin.
Pegi meurt d'un cancer le 1er janvier 2019.

### Choriste
Pegi Young commence sa carrière de chanteuse en tant que choriste à 48 ans, accompagnant son mari Neil Young en tournée à partir de 2000 :
- 1994 : Première apparition publique[9] en tant que choriste[10] en mars 1994, lors de la cérémonie des Oscars, sur la chanson du film Philadelphia, composée par Neil Young ;
- 2000 : Music in Head tour; Neil Young, the Friends and Relatives ;
- 2001, 2003, 2004 : Neil Young et Crazy Horse ;
- 2003 : Greendale tour ;
- 2005, 2006 : Neil Young et The Prairie Wind Band ;
- 2007, 2008 : Chrome Dreams tour ;
- 2008, 2009 : Continental tour; Neil Young and His Electric Band ;
- Pegi Young chante également en plusieurs occasions avec Neil Young lors des concerts caritatifs du Bridge School Benefit et du Farm Aid.

## Discographie
En 2006, Pegi Young compose et enregistre ses propres chansons dans le studio du ranch Broken Arrow, où elle vit avec Neil Young depuis leur mariage. Son premier album éponyme sort en juin 2007 sous le label Warner Bros.
Elle est accompagnée par son groupe The Survivors, composé de :
- Kelvin Holly : guitare (ex-guitariste de Little Richard et du Muscle Shoals Sound Studio d'Alabama)
- Rick Rosas, alias RTBP (Rick The Bass Player) : basse (mort en novembre 2014, bassiste de Neil Young, Joe Walsh, Jerry Lee Lewis, Johnny Rivers, ...)
- Spooner Oldham : piano
- Phil Jones[11] : batterie

| Année | Album                    | Label         |
| ----- | ------------------------ | ------------- |
| 2007  | Pegi Young               | Warner Bros.  |
| 2010  | Foul Deeds               | Vapor Records |
| 2011  | Bracing for Impact       | Vapor Records |
| 2014  | Lonely in a Crowded Room | New West      |